# Pristiphora hyperborea
Pristiphora hyperborea är en stekelart som beskrevs av René Malaise 1921. Pristiphora hyperborea ingår i släktet Pristiphora, och familjen bladsteklar. Arten är reproducerande i Sverige.